# 성남판교대장지구
성남판교대장지구(Seongnam Pangyo Daejang New Town)는 경기도 성남시 분당구 운중동(법정동 대장동) 일원에 성남도시개발공사가 성남판교대장도시개발사업(城南板橋大庄都市開發事業)으로 조성한 택지지구이다.

## 개발
대장동은 판교신도시 남쪽 끝에 붙어 있다. 성남시 분당과 판교가 개발되면서 마지막 ‘노른자위 땅’으로 불렸다. 한국토지주택공사(LH·엘에이치)는 이대엽 성남시장(당시 한나라당) 시절이던 2004년 12월께 이 지역 128만m2를 미니 새도시로 개발하는 계획을 세웠다. 이에 성남시도 ‘2020년 성남 도시기본계획’에 반영했지만, 사업성 부족을 이유로 취소했다. 개발계획이 유출돼 땅 투기를 한 공무원 등 22명이 입건되기도 했다.
2010년 6월 LH의 사업 포기 이후 민간개발이 추진됐다. 하지만 LH의 사업 포기 뒷배경으로 2009년에 민간개발으로 바꾸기 위해 뇌물을 뿌린 로비활동이 드러났다.
이재명이 성남시장 당선된 이후 성남시는 2011년 4562억원의 지방채를 발행하여 초기 사업비를 충당하고 100% 공공개발을 하는 방안을 검토했다. 하지만 이명박 정부와 새누리당이 다수인 성남시의회가 지방채 발행을 거부하면서 무산됐다. 2014년 이재명은 민간의 사업 참여를 받아들여 공공, 민간 공동개발 방식으로 개발을 추진할 것이라고 발표했다.

## 교육 시설
- 판교대장초등학교
- 판교대장중학교